# Список песен на стихи Сергея Есенина
Список уникальных песен и аудиоальбомов (сборников), написанных на стихи поэта , существующих в аудиозаписи в широком обращении.

### Дискография на стихи Сергея Есенина
Перечень грампластинок, аудиодисков, представляющие собой запись песен на стихи Сергея Есенина (одного исполнителя и сборники).
- 1970 — Игорь Сластенко — «Сергей Есенин. Песни в исполнении Игоря Сластенко» («Мелодия» Д 00029197-8)[1]
- 1977 — Кшиштоф Кравчик — «Piesni, piesni…» (LP, Muza, 1977)[2]
- 1978 — Аркадий Северный с ансамблем «Черноморская чайка» № 9 — «Снова в Одессе»[3]
- 1978 — сборник «Песни и романсы на стихи Сергея Есенина» («Мелодия» 33 С 60-10907-08)[4]
- 1982 — сборник «Песни на стихи Сергея ЕСЕНИНА» («Мелодия» С20 18969 007)[5]
- 1990 — Иосиф Кобзон — «Сыпь, тальянка» («Иосиф Кобзон поёт песни Григория Пономаренко на стихи Сергея Есенина»)[6]
- 1997 — Александр Новиков «Сергей Есенин»[7]
- 2005 — Ансамбль «Радуница» — «Откроем томик Есенина»[8]
- 2005 — Валерий Власов — «Серёга Есенин»[9]
- 2005 — Анатолий Тукиш — 2 CD «В этом мире я только прохожий…» (21 песня на стихи Сергея Есенина), Продюсер Борис Родин.
- 2006 — Александр Новиков — «Сергей Есенин. 110 лет» (2 CD), концертный альбом, записанный в ГЦКЗ «Россия» 31 октября 2005 года[10]
- 2006 — Никита Джигурда — «Золотая сорвиголова» («Песни на стихи С. Есенина»)[11]
- 2006 — Никита Джигурда — «Хулиган я хулиган» («Песни на стихи С. Есенина»)[12]
- 2008 — Александр Новиков — «Я помню, любимая, помню»[13]
- 2008 — Сергей Безруков — «Хулиган»[14][15]
- 2009 — Игорь Гельман — «Душа грустит о небесах…»
- 2010 — Сергей Зыков — «Есть одна хорошая песня у соловушки»[16]
- 2012 — Алексей Горшенёв — «Душа поэта»[17]
- 2013 — Алексей Горшенёв — «Смерть поэта»[18]
- 2021 — GERBOLINSKY — «Какая Ночь!»

## Песни на стихи Сергея Есенина
Список уникальных песен, написанных на стихи Сергея Есенина, существующих в аудиозаписи в широком обращении.
В столбце «Название» приведен наиболее употребимый вариант песни (напр., указанный на изданном носителе). В столбце «Стихотворение» приведена ссылка на оригинальное стихотворение, послужившее источником к написанию песни.
В раздел включены вариации различных композиторов на один и тот же стихотворный исходник; вариации исполнителей на музыку одного и того же композитора.
В раздел не включены стихи, не являющиеся песнями.
| Название                                 | Композитор                             | Исполнитель                                                                                           | Стихотворение                                             | Комментарий                                                                                        |
| ---------------------------------------- | -------------------------------------- | --- | --------------------------------------------------------- | -------------------------------------------------------------------------------------------------- |
| 1924                                     | Родионов М.                            | The Retuses (группа)                                                                                  | s:Сукин сын (Есенин)                                      | Альбом «The evening glow» (2010)                                                                   |
| A bully can really love                  | Родионов М.                            | The Retuses (группа)                                                                                  | s:Заметался пожар голубой (Есенин)                        | Альбом «The evening glow» (2010)                                                                   |
| Alcoholism                               |                                        | Psychonaut 4                                                                                          | s:Песня (Есенин)                                          | |
| Harmonica                                | Родионов М.                            | The Retuses (группа)                                                                                  | s:Сыпь, гармоника! Скука… Скука (Есенин)                  | Альбом «The evening glow» (2010)                                                                   |
| It Was Written in Blood                  | Bring Me the Horizon (группа)          | Bring Me the Horizon (группа)                                                                         | s:До свиданья, друг мой, до свиданья (Есенин)             | Исполняется на английском языке                                                                    |
| Shura, 1925                              | Родионов М.                            | The Retuses (группа)                                                                                  | s:В этом мире я только прохожий (Есенин)                  | Альбом «The evening glow» (2010)                                                                   |
| Ах, рыбки мои                            | Портнов Г.                             | Хиль, Эдуард Анатольевич                                                                              | s:Песнь о великом походе (Есенин)                         | |
| Батум                                    | Новиков А.                             | Новиков, Александр Васильевич (певец)                                                                 | s:Батум (Есенин)                                          | |
| Батум                                    | Кузнецов Е.                            | Рощин, Борис                                                                                          | s:Батум (Есенин)                                          | |
| Белая береза                             | Гельман И.                             | Гельман, Игорь                                                                                        | s:Берёза (Есенин)                                         | |
| Белая свитка и алый кушак                | Кузнецов Е.                            | Рощин, Борис                                                                                          | s:Белая свитка и алый кушак (Есенин)                      | |
| Белая свитка и алый кушак                |                                        | Северный, Аркадий                                                                                     | s:Белая свитка и алый кушак (Есенин)                      | |
| Берёза                                   | Кутузов Н.                             | Академический хор русской песни Центрального телевидения и Всесоюзного радио                          | s:Берёза (Есенин)                                         | |
| Берёза                                   | Попов Е.                               | Государственный Рязанский русский народный хор им. Е. Попова                                          | s:Берёза (Есенин)                                         | |
| Берёза                                   | Зубковский С.                          | Распев (камерный хор)                                                                                 | s:Берёза (Есенин)                                         | |
| Берёза                                   | Арутюнян А.                            | Ненашева, Галина Алексеевна                                                                           | s:Берёза (Есенин)                                         | |
| Берёзка                                  | Хренников Т.                           | Журавицкая, Татьяна                                                                                   | s:Зелёная причёска (Есенин)                               | |
| Берёзка                                  | Зубковский С.                          | Капустина (Пугич) Марина Викторовна                                                                   | s:Зелёная причёска (Есенин)                               | |
| Берёзка                                  | Мартынов Е.                            | Мартынов, Евгений Григорьевич                                                                         | s:Зелёная причёска (Есенин)                               | |
| Берёзка                                  | Мартынов Е.                            | Орэра (ВИА)                                                                                           | s:Зелёная причёска (Есенин)                               | |
| Буду петь                                | Алёшина Т.                             | Алёшина, Татьяна Владимировна                                                                         | s:Кобыльи корабли (Есенин)                                | Альбом творческого союза «Азия» «Seconda parte» (2002)                                             |
| Быть поэтом                              | Карташёв И.                            | Карташёв, Игорь                                                                                       | s:Быть поэтом — это значит то же (Есенин)                 | |
| В сердце светит Русь                     | Свиридов Г.                            | | s:О пашни, пашни, пашни (Есенин)                          | |
| В том краю, где жёлтая крапива           | Вертинский А.                          | Вертинский, Александр Николаевич                                                                      | s:В том краю, где жёлтая крапива (Есенин)                 | |
| В том краю, где жёлтая крапива           | Пономаренко Г.                         | Витер, Валерий                                                                                        | s:В том краю, где жёлтая крапива (Есенин)                 | |
| В Хороссане есть такие двери             | Новохижин М.                           | Новохижин, Михаил Михайлович                                                                          | s:В Хороссане есть такие двери (Есенин)                   | |
| В Хороссане есть такие двери             | Чичков Ю.                              | Покровский, Алексей Николаевич                                                                        | s:В Хороссане есть такие двери (Есенин)                   | |
| В этом мире я только прохожий            | Цыплухин А.                            | Тукиш, Анатолий                                                                                       | s:В этом мире я только прохожий (Есенин)                  | |
| В этом мире я только прохожий            | Карелин А.                             | Хабарова, Клавдия Самойлов, Борис                                                                     | s:В этом мире я только прохожий (Есенин)                  | |
| Весна на радость не похожа               | Чайка В.                               | Моисеев, Борис Михайлович                                                                             | s:Весна на радость не похожа (Есенин)                     | Альбом «Дитя порока» (1996)                                                                        |
| Вечер                                    | Зубковский С.                          | | s:На лазоревые ткани (Есенин)                             | |
| Вечер чёрные брови насопил               | Джигурда Н.                            | Джигурда, Никита Борисович                                                                            | s:Вечер чёрные брови насопил (Есенин)                     | |
| Вечер чёрные брови насопил               | музыка народная                        | Романов, Глеб Васильевич                                                                              | s:Вечер чёрные брови насопил (Есенин)                     | |
| Вечер чёрные брови насопил               |                                        | Северный, Аркадий                                                                                     | s:Вечер чёрные брови насопил (Есенин)                     | |
| Вечер чёрные брови насупил               | Пономаренко Г.                         | Витер, Валерий                                                                                        | s:Вечер чёрные брови насопил (Есенин)                     | |
| Вечер чёрные брови насупил               |                                        | Тукиш, Анатолий                                                                                       | s:Вечер чёрные брови насопил (Есенин)                     | |
| Вечером синим                            |                                        | Кравчик, Кшиштоф                                                                                      | s:Вечером синим, вечером лунным (Есенин)                  | |
| Вечером синим                            | Свиридов Г.                            | Ленинградская государственная академическая капелла имени М. И. Глинки                                | s:Вечером синим, вечером лунным (Есенин)                  | |
| Вижу сон                                 | Эрикона Ю.                             | Караченцов, Николай Петрович                                                                          | s:Вижу сон. Дорога чёрная (Есенин)                        | |
| Вот оно, глупое счастье                  | Пономаренко Г.                         | Кобзон, Иосиф Давыдович                                                                               | s:Вот оно, глупое счастье (Есенин)                        | |
| Вот оно, глупое счастье                  | Хорошевцев Е.                          | Покровский, Алексей Николаевич                                                                        | s:Вот оно, глупое счастье (Есенин)                        | |
| Все мы порою, как дети                   | Карелин А.                             | Хабарова, Клавдия Самойлов, Борис                                                                     | s:Глупое сердце, не бейся (Есенин)                        | |
| Всё живое особой метой                   | Новиков А.                             | Новиков, Александр Васильевич (певец)                                                                 | s:Всё живое особой метой (Есенин)                         | |
| Вы помните                               | Анастасия                              | Анастасия                                                                                             | s:Письмо к женщине (Есенин)                               | Исполняется от женского лица                                                                       |
| Вы помните                               | Пономаренко Г.                         | Кобзон, Иосиф Давыдович                                                                               | s:Письмо к женщине (Есенин)                               | |
| Вы помните                               | LivUp                                  | Маваши, Миша                                                                                          | s:Письмо к женщине (Есенин)                               | В жанре рэп                                                                                        |
| Вы помните                               |                                        | Северный, Аркадий                                                                                     | s:Письмо к женщине (Есенин)                               | |
| Выткался на озере                        | музыка народная                        | Изместьев, Эдуард Анатольевич                                                                         | s:Выткался на озере алый свет зари (Есенин)               | |
| Выткался на озере                        | Пономаренко Г.                         | Каменный, Геннадий Аркадьевич                                                                         | s:Выткался на озере алый свет зари (Есенин)               | |
| Выткался на озере                        | Пономаренко Г.                         | Кобзон, Иосиф Давыдович                                                                               | s:Выткался на озере алый свет зари (Есенин)               | |
| Выткался на озере                        | Новохижин М.                           | Новохижин, Михаил Михайлович                                                                          | s:Выткался на озере алый свет зари (Есенин)               | |
| Выткался на озере алый свет зари         | Пономаренко Г.                         | Трошин, Владимир Константинович                                                                       | s:Выткался на озере алый свет зари (Есенин)               | |
| Где ты, где ты, отчий дом                | Подболотов А.                          | Подболотов, Александр Иванович Соломин, Виталий Мефодьевич                                            | s:Где ты, где ты, отчий дом (Есенин)                      | |
| Глупое сердце                            | Юлиан                                  | Юлиан (певец)                                                                                         | s:Глупое сердце, не бейся (Есенин)                        | |
| Глупое сердце, не бейся                  | Мирза В.                               | Мирза, Владимир                                                                                       | s:Глупое сердце, не бейся (Есенин)                        | |
| Глупое счастье                           | Коренблит С.                           | Коренблит, Станислав                                                                                  | s:Вот оно, глупое счастье (Есенин)                        | |
| Глухари                                  | Пономаренко Г.                         | Витер, Валерий                                                                                        | s:Выткался на озере алый свет зари (Есенин)               | |
| Годы молодые                             |                                        | Северный, Аркадий                                                                                     | s:Годы молодые с забубенной славой (Есенин)               | |
| Годы молодые                             |                                        | Чумаченко, Евгений                                                                                    | s:Годы молодые с забубенной славой (Есенин)               | |
| Годы молодые с забубенной славой         | Власов В.                              | Власов, Валерий                                                                                       | s:Годы молодые с забубенной славой (Есенин)               | |
| Годы молодые с забубенной славой         | Новиков А.                             | Новиков, Александр Васильевич (певец)                                                                 | s:Годы молодые с забубенной славой (Есенин)               | |
| Гой ты, Русь, моя родная                 |                                        | Кравчик, Кшиштоф                                                                                      | s:Гой ты, Русь, моя родная (Есенин)                       | |
| Гой ты, Русь, моя родная                 | Новиков А.                             | Новиков, Александр Васильевич (певец)                                                                 | s:Гой ты, Русь, моя родная (Есенин)                       | |
| Гой ты, Русь, моя родная                 | Фандеева К.                            | Помни Имя Своё (группа)                                                                               | s:Гой ты, Русь, моя родная (Есенин)                       | Альбом «Небо и камень» (2016)                                                                      |
| Гой ты, Русь, моя родная                 |                                        | Радуница (ансамбль)                                                                                   | s:Гой ты, Русь, моя родная (Есенин)                       | |
| Гой ты, Русь, моя родная                 | Черепнин Ю.                            | Трошин, Владимир Константинович                                                                       | s:Гой ты, Русь, моя родная (Есенин)                       | |
| Гори, звезда                             | Карташёв И.                            | Карташёв, Игорь                                                                                       | s:Гори, звезда моя, не падай (Есенин)                     | |
| Гори, звезда моя                         | Михайлов С.                            | Михайлов, Станислав Владимирович                                                                      | s:Гори, звезда моя, не падай (Есенин)                     | Альбом «К тебе иду» (2005)                                                                         |
| Гори, звезда моя, не падай               | Джигурда Н.                            | Джигурда, Никита Борисович                                                                            | s:Гори, звезда моя, не падай (Есенин)                     | |
| Гори, звезда моя, не падай               | Новиков А.                             | Новиков, Александр Васильевич (певец)                                                                 | s:Гори, звезда моя, не падай (Есенин)                     | |
| Гори, звезда моя, не падай               | Фандеева К.                            | Помни Имя Своё (группа)                                                                               | s:Гори, звезда моя, не падай (Есенин)                     | Альбом «Птицы» (2014)                                                                              |
| Гори, звезда моя, не падай               | Кузнецов Е.                            | Рощин, Борис                                                                                          | s:Гори, звезда моя, не падай (Есенин)                     | |
| Гори, звезда моя, не падай               |                                        | Тукиш, Анатолий                                                                                       | s:Гори, звезда моя, не падай (Есенин)                     | |
| Гори, звезда моя, не падай               | Толстунова Е.                          | Ширинский, Надир                                                                                      | s:Гори, звезда моя, не падай (Есенин)                     | |
| Господи Иисусе                           | Карелин А.                             | Хабарова, Клавдия Самойлов, Борис                                                                     | s:Задымился вечер, дремлет кот на брусе (Есенин)          | |
| Грубым даётся радость                    | Карташёв И.                            | Карташёв, Игорь                                                                                       | s:Грубым даётся радость (Есенин)                          | |
| Грубым даётся радость                    | Гончаров В.                            | Обломов, Вася                                                                                         | s:Грубым даётся радость (Есенин)                          | Альбом «Многоходовочка!» (2014)                                                                    |
| Гуляка                                   | Сарычев С.                             | Альфа (группа)                                                                                        | s:Я обманывать себя не стану (Есенин)                     | В соло синтезатора вставлена варьирующая мелодия песни «Цыплёнок жареный»                          |
| Гуляка                                   | Зинуров В. (Хаос Том)                  | Отпетые мошенники (группа)                                                                            | s:Я обманывать себя не стану (Есенин)                     | Альбом «Фигня» (1999)                                                                              |
| Гуляка # 2 (Кабацкая раздольная)         |                                        | DA 108 (группа)                                                                                       | s:Я спросил сегодня у менялы (Есенин)                     | Альбом «Комбинатор» (2004)                                                                         |
| Да, богат я                              |                                        | Тукиш, Анатолий                                                                                       | s:Ты прохладой меня не мучай (Есенин)                     | |
| Дай, Джим, на счастье лапу мне           | Пономаренко Г.                         | Кобзон, Иосиф Давыдович                                                                               | s:Собаке Качалова (Есенин)                                | |
| Девушка в белом                          | Новохижин М.                           | Новохижин, Михаил Михайлович                                                                          | s:Сукин сын (Есенин)                                      | |
| Девушка в светлице                       | Сухов А.                               | Петряйкина, Татьяна                                                                                   | s:Девушка в светлице (Есенин)                             | |
| До свидания                              | Карташёв И.                            | Карташёв, Игорь Хоменко, Татьяна Размахова, Ляля (Стихина Кристина)                                   | s:До свиданья, друг мой, до свиданья (Есенин)             | |
| До свиданья друг мой, до свиданья        | Вертинский А.                          | Бичевская, Жанна Владимировна                                                                         | s:До свиданья, друг мой, до свиданья (Есенин)             | |
| До свиданья друг мой, до свиданья        |                                        | Ва-БанкЪ                                                                                              | s:До свиданья, друг мой, до свиданья (Есенин)             | |
| До свиданья друг мой, до свиданья        |                                        | Джигурда, Никита Борисович                                                                            | s:До свиданья, друг мой, до свиданья (Есенин)             | |
| До свиданья друг мой, до свиданья        |                                        | Димитриевич, Алёша                                                                                    | s:До свиданья, друг мой, до свиданья (Есенин)             | |
| До свиданья друг мой, до свиданья        | Козин В.                               | Козин, Вадим Алексеевич                                                                               | s:До свиданья, друг мой, до свиданья (Есенин)             | |
| До свиданья друг мой, до свиданья        |                                        | Кравчик, Кшиштоф                                                                                      | s:До свиданья, друг мой, до свиданья (Есенин)             | |
| До свиданья друг мой, до свиданья        | Вертинский А.                          | Ободзинский, Валерий Владимирович                                                                     | s:До свиданья, друг мой, до свиданья (Есенин)             | |
| До свиданья друг мой, до свиданья        |                                        | Северный, Аркадий                                                                                     | s:До свиданья, друг мой, до свиданья (Есенин)             | |
| Довольно                                 |                                        | Михайлов, Станислав Владимирович                                                                      | s:Неуютная жидкая лунность... (Есенин)                    | Альбом «Посвящение» (2002)                                                                         |
| Дорогая                                  | Горшенёв А.                            | Горшенёв, Алексей Юрьевич                                                                             | s:Вечер чёрные брови насопил (Есенин)                     | |
| Дорогая, сядем рядом                     | Власов В.                              | Власов, Валерий                                                                                       | s:Дорогая, сядем рядом (Есенин)                           | |
| Дорогая, сядем рядом                     | Аедоницкий П.                          | Гуляев, Юрий Александрович                                                                            | s:Дорогая, сядем рядом (Есенин)                           | |
| Дорогая, сядем рядом                     | Лепехин А.                             | Зыков, Сергей Викторович (певец)                                                                      | s:Дорогая, сядем рядом (Есенин)                           | |
| Дорогая, сядем рядом                     | Таюшев С.                              | Рузавина, Татьяна Таюшев, Сергей                                                                      | s:Дорогая, сядем рядом (Есенин)                           | |
| Дорогая, сядем рядом                     |                                        | Тукиш, Анатолий                                                                                       | s:Дорогая, сядем рядом (Есенин)                           | |
| Дуры                                     | Карташёв И.                            | Карташёв, Игорь                                                                                       | s:Тихий ветер. Вечер сине-хмурый (Есенин)                 | |
| Душа грустит о небесах                   | Гельман И.                             | Гельман, Игорь                                                                                        | s:Душа грустит о небесах (Есенин)                         | |
| Есть одна хорошая песня                  |                                        | Чумаченко, Евгений                                                                                    | s:Песня (Есенин)                                          | |
| Есть одна хорошая песня у соловушки      | Фандеева К.                            | Помни Имя Своё (группа)                                                                               | s:Песня (Есенин)                                          | Альбом «Птицы» (2014)                                                                              |
| Есть одна хорошая песня у соловушки      | музыка народная                        | Романов, Глеб Васильевич                                                                              | s:Песня (Есенин)                                          | |
| Есть одна хорошая песня у соловушки      | Свиридов Г.                            | Пьявко, Владислав Иванович                                                                            | s:Песня (Есенин)                                          | |
| Есть одна хорошая песня у соловушки      |                                        | Северный, Аркадий                                                                                     | s:Песня (Есенин)                                          | |
| Жизнь — обман                            |                                        | Верный, Алексей                                                                                       | s:Жизнь — обман с чарующей тоскою (Есенин)                | |
| Жизнь — обман                            |                                        | Джигурда, Никита Борисович                                                                            | s:Жизнь — обман с чарующей тоскою (Есенин)                | |
| Жизнь — обман                            |                                        | Михайлов, Станислав Владимирович                                                                      | s:Жизнь — обман с чарующей тоскою (Есенин)                | Альбом «Позывные на любовь» (2004)                                                                 |
| Жизнь — обман                            |                                        | Подболотов, Александр Иванович                                                                        | s:Жизнь — обман с чарующей тоскою (Есенин)                | |
| Жизнь — обман                            | Эманов А.                              | Покровский, Алексей Николаевич                                                                        | s:Жизнь — обман с чарующей тоскою (Есенин)                | |
| Забава («Мне осталась одна забава…»)     | Беляев С.                              | Малинин, Александр Николаевич                                                                         | s:Мне осталась одна забава (Есенин)                       | |
| Задымился вечер                          | Ваенга Е.                              | Ваенга, Елена Владимировна                                                                            | s:Задымился вечер, дремлет кот на брусе (Есенин)          | |
| За окошком вечер                         | Пономаренко Г.                         | Витер, Валерий                                                                                        | s:Над окошком месяц. Под окошком ветер (Есенин)           | |
| Заиграй, сыграй, тальяночка              |                                        | Государственный Рязанский русский народный хор им. Е. Попова                                          | s:Заиграй, сыграй, тальяночка, малиновы меха (Есенин)     | |
| Заиграй, сыграй, тальяночка              |                                        | Радуница (ансамбль)                                                                                   | s:Заиграй, сыграй, тальяночка, малиновы меха (Есенин)     | |
| Заиграй, тальяночка                      | Зацарный Ю.                            | Покровский, Алексей Николаевич                                                                        | s:Заиграй, сыграй, тальяночка, малиновы меха (Есенин)     | |
| Заметался пожар голубой                  |                                        | Витер, Валерий                                                                                        | s:Заметался пожар голубой (Есенин)                        | |
| Заметался пожар голубой                  | Власов В.                              | Власов, Валерий                                                                                       | s:Заметался пожар голубой (Есенин)                        | |
| Заметался пожар голубой                  |                                        | Джигурда, Никита Борисович                                                                            | s:Заметался пожар голубой (Есенин)                        | |
| Заметался пожар голубой                  | Пономаренко Г.                         | Кобзон, Иосиф Давыдович                                                                               | s:Заметался пожар голубой (Есенин)                        | |
| Заметался пожар голубой                  | Пономаренко Г.                         | Трошин, Владимир Константинович                                                                       | s:Заметался пожар голубой (Есенин)                        | |
| Заметался пожар голубой                  |                                        | Тукиш, Анатолий                                                                                       | s:Заметался пожар голубой (Есенин)                        | |
| Заметался пожар голубой                  | Родионов М.                            | Федук Aisha                                                                                           | s:Заметался пожар голубой (Есенин)                        | Кавер на группу «The Retuses»                                                                      |
| Заметался пожар голубой                  |                                        | Чумаченко, Евгений                                                                                    | s:Заметался пожар голубой (Есенин)                        | |
| Звёздочки ясные                          | Зацарный Ю.                            | Реликт (трио)                                                                                         | s:Звёзды (Есенин)                                         | |
| Зелёная причёска                         | Хорошевцев Е.                          | Покровский, Алексей Николаевич                                                                        | s:Зелёная причёска (Есенин)                               | |
| Зелёная причёска                         | Карелин А.                             | Хабарова, Клавдия Самойлов, Борис                                                                     | s:Зелёная причёска (Есенин)                               | |
| Золото холодное луны                     |                                        | Чумаченко, Евгений                                                                                    | s:Золото холодное луны (Есенин)                           | |
| Иволга                                   | Анофриев О.                            | Анофриев, Олег Андреевич                                                                              | s:Выткался на озере алый свет зари (Есенин)               | |
| Инония                                   | Карташёв И.                            | Карташёв, Игорь                                                                                       | s:Инония (Есенин)                                         | |
| Какая ночь                               |                                        | Васильев, Евгений                                                                                     | s:Какая ночь! Я не могу (Есенин)                          | |
| Какая ночь                               | Герболинский Д.                        | Герболинский, Д.                                                                                      | s:Какая ночь! Я не могу (Есенин)                          | |
| Какая ночь                               | Карташёв И.                            | Карташёв, Игорь                                                                                       | s:Какая ночь! Я не могу (Есенин)                          | |
| Какая ночь                               | Кузнецов Е.                            | Рощин, Борис                                                                                          | s:Какая ночь! Я не могу (Есенин)                          | |
| Какая ночь, я не могу                    | Гельман И.                             | Гельман, Игорь                                                                                        | s:Какая ночь! Я не могу (Есенин)                          | |
| Какая ночь, я не могу                    |                                        | Джигурда, Никита Борисович                                                                            | s:Какая ночь! Я не могу (Есенин)                          | |
| Какая ночь, я не могу                    |                                        | Северный, Аркадий                                                                                     | s:Какая ночь! Я не могу (Есенин)                          | |
| Какая ночь, я не могу                    |                                        | Чумаченко, Евгений                                                                                    | s:Какая ночь! Я не могу (Есенин)                          | |
| Капли                                    | Эрикона Ю.                             | Азиза                                                                                                 | s:Капли (Есенин)                                          | |
| Капли                                    | Эрикона Ю.                             | Понаровская, Ирина Витальевна                                                                         | s:Капли (Есенин)                                          | |
| Клён                                     | музыка народная                        | Изместьев, Эдуард Анатольевич                                                                         | s:Клён ты мой опавший, клён заледенелый (Есенин)          | |
| Клён ты мой опавший                      |                                        | Бабкина, Надежда Георгиевна                                                                           | s:Клён ты мой опавший, клён заледенелый (Есенин)          | |
| Клён ты мой опавший                      | музыка народная                        | Великанова, Гелена Марцелиевна                                                                        | s:Клён ты мой опавший, клён заледенелый (Есенин)          | Обработка Э. Элькина                                                                               |
| Клён ты мой опавший                      |                                        | Денников, Андрей Сергеевич                                                                            | s:Клён ты мой опавший, клён заледенелый (Есенин)          | |
| Клён ты мой опавший                      |                                        | Золотое кольцо (ансамбль)                                                                             | s:Клён ты мой опавший, клён заледенелый (Есенин)          | |
| Клён ты мой опавший                      |                                        | Зыков, Сергей Викторович (певец)                                                                      | s:Клён ты мой опавший, клён заледенелый (Есенин)          | |
| Клён ты мой опавший                      |                                        | Любавин, Сергей Петрович                                                                              | s:Клён ты мой опавший, клён заледенелый (Есенин)          | |
| Клён ты мой опавший                      |                                        | Максимова, Женя                                                                                       | s:Клён ты мой опавший, клён заледенелый (Есенин)          | Премия «Чартова дюжина» 2010 года в номинации «Взлом»                                              |
| Клён ты мой опавший                      |                                        | Орэра (ВИА)                                                                                           | s:Клён ты мой опавший, клён заледенелый (Есенин)          | |
| Клён ты мой опавший                      |                                        | Погудин, Олег Евгеньевич                                                                              | s:Клён ты мой опавший, клён заледенелый (Есенин)          | |
| Клён ты мой опавший                      |                                        | Подболотов, Александр Иванович                                                                        | s:Клён ты мой опавший, клён заледенелый (Есенин)          | |
| Клён ты мой опавший                      |                                        | Попов, Андрей Алексеевич                                                                              | s:Клён ты мой опавший, клён заледенелый (Есенин)          | Песня исполнена в фильме «Учитель пения»                                                           |
| Клён ты мой опавший                      |                                        | Реликт (трио)                                                                                         | s:Клён ты мой опавший, клён заледенелый (Есенин)          | |
| Клён ты мой опавший                      |                                        | Северный, Аркадий                                                                                     | s:Клён ты мой опавший, клён заледенелый (Есенин)          | |
| Клён ты мой опавший                      | неизвестный автор                      | Седьмая вода (группа)                                                                                 | s:Клён ты мой опавший, клён заледенелый (Есенин)          | |
| Клён ты мой опавший                      | Липатов В.                             | Сличенко, Николай Алексеевич                                                                          | s:Клён ты мой опавший, клён заледенелый (Есенин)          | |
| Клён ты мой опавший                      | Новохижин М.                           | Новохижин, Михаил Михайлович                                                                          | s:Клён ты мой опавший, клён заледенелый (Есенин)          | |
| Клён ты мой опавший                      | музыка народная                        | Тимченко, Николай                                                                                     | s:Клён ты мой опавший, клён заледенелый (Есенин)          | |
| Клён ты мой опавший                      |                                        | Чайф (группа)                                                                                         | s:Клён ты мой опавший, клён заледенелый (Есенин)          | Записана в 2002 году для художественного фильма «По ту сторону волков»                             |
| Колокол дремавший (Пасхальный Благовест) | Фролова Е.                             | Фролова, Елена Борисовна                                                                              | s:Колокол дремавший (Есенин)                              | Альбомы «Летел голубь» (1999), «Geistliche Gesange» (2002), «Дороженька» (2003) и «Zerkalo» (2003) |
| Корова                                   |                                        | Тукиш, Анатолий                                                                                       | s:Корова (Есенин)                                         | |
| Королева                                 | Подэльский Г.                          | Голубкина, Лариса Ивановна Манохин, Валентин Александрович                                            | s:Королева (Есенин)                                       | Песня записана для телевизионного фильма-спектакля «Бенефиса Ларисы Голубкиной»                    |
| Королева                                 | Подэльский Г.                          | Гуляев Юрий Александрович                                                                             | s:Королева (Есенин)                                       | |
| Королева                                 |                                        | Зыков, Сергей Викторович (певец)                                                                      | s:Королева (Есенин)                                       | |
| Королева                                 | Подэльский Г.                          | Магомаев, Муслим Магометович                                                                          | s:Королева (Есенин)                                       | |
| Королева                                 | Подэльский Г.                          | Отс, Георг                                                                                            | s:Королева (Есенин)                                       | |
| Кто я                                    | Карташёв И.                            | Карташёв, Игорь                                                                                       | s:Кто я? Что я? Только лишь мечтатель (Есенин)            | |
| Кто я                                    | Фандеева К.                            | Помни Имя Своё (группа)                                                                               | s:Кто я? Что я? Только лишь мечтатель (Есенин)            | Альбом «Птицы» (2014)                                                                              |
| Кто я, что я                             | Кузнецов Е.                            | Рощин, Борис                                                                                          | s:Кто я? Что я? Только лишь мечтатель (Есенин)            | |
| Кто я, что я? Только лишь мечтатель      |                                        | Новиков, Александр Васильевич (певец)                                                                 | s:Кто я? Что я? Только лишь мечтатель (Есенин)            | |
| Кто я, что я? Только лишь мечтатель      |                                        | Тукиш, Анатолий                                                                                       | s:Кто я? Что я? Только лишь мечтатель (Есенин)            | |
| Купала                                   | Скурида Д. Ларина М.                   | Ветер Воды (группа)                                                                                   | s:За рекой горят огни (Есенин)                            | Альбом «Водоворот времён» (2009)                                                                   |
| Лампадка                                 | Карташёв И.                            | Карташёв, Игорь Хоменко, Татьяна                                                                      | s:Я странник убогий (Есенин)                              | |
| Ливенка                                  |                                        | Радуница (ансамбль)                                                                                   | s:По селу тропинкой кривенькой (Есенин)                   | |
| Любовь хулигана                          | Таюшев С.                              | Таюшев, Сергей                                                                                        | s:Заметался пожар голубой (Есенин)                        | |
| Матушка в купальницу по лесу ходила      | Брегович Г.                            | Тукиш, Анатолий                                                                                       | s:Матушка в купальницу по лесу ходила (Есенин)            | Исполняется на мотив песни «In the death car» группы «Iggy Pop»                                    |
| Мелколесье. Степь и дали                 | Черепнин Ю.                            | Трошин, Владимир Константинович                                                                       | s:Мелколесье. Степь и дали (Есенин)                       | |
| Метель                                   | Карташёв И.                            | Карташёв, Игорь                                                                                       | s:Снежная замять дробится и колется (Есенин)              | |
| Мечтатель                                |                                        | Чумаченко, Евгений                                                                                    | s:Кто я? Что я? Только лишь мечтатель (Есенин)            | |
| Мне грустно                              |                                        | Носков, Николай Иванович (музыкант)                                                                   | s:Мне грустно на тебя смотреть (Есенин)                   | Не издавалась в альбомах                                                                           |
| Мне грустно                              | Кузнецов Е.                            | Рощин, Борис                                                                                          | s:Мне грустно на тебя смотреть (Есенин)                   | |
| Мне грустно на тебя смотреть             | Беляев С.                              | Малинин, Александр Николаевич                                                                         | s:Мне грустно на тебя смотреть (Есенин)                   | |
| Мне грустно на тебя смотреть             | Черепнин Ю.                            | Трошин, Владимир Константинович                                                                       | s:Мне грустно на тебя смотреть (Есенин)                   | |
| Мне грустно на тебя смотреть             |                                        | Тукиш, Анатолий                                                                                       | s:Мне грустно на тебя смотреть (Есенин)                   | |
| Мне грустно на тебя смотреть             |                                        | Чумаченко, Евгений                                                                                    | s:Мне грустно на тебя смотреть (Есенин)                   | |
| Может, поздно, может, слишком рано       |                                        | Северный, Аркадий                                                                                     | s:Может, поздно, может, слишком рано (Есенин)             | |
| Мой край, задумчивый и нежный            |                                        | Радуница (ансамбль)                                                                                   | s:Я снова здесь, в семье родной (Есенин)                  | |
| Молитва                                  |                                        | Радуница (ансамбль)                                                                                   | s:О Матерь Божья (Есенин)                                 | |
| Молитва матери                           |                                        | Кравчик, Кшиштоф                                                                                      | s:Молитва матери (Есенин)                                 | |
| Молитва матери                           | Смолин С.                              | Смолин, Сергей                                                                                        | s:Молитва матери (Есенин)                                 | |
| Москва                                   | Скородед В.                            | Земфира                                                                                               | s:Да! Теперь решено. Без возврата (Есенин)                | Не издавалась в альбомах                                                                           |
| Москва                                   | Скородед В.                            | Монгол Шуудан (группа)                                                                                | s:Да! Теперь решено. Без возврата (Есенин)                | Альбом «Чересчур» (1995)                                                                           |
| Московский гуляка                        |                                        | DA 108 (группа)                                                                                       | s:Я обманывать себя не стану (Есенин)                     | Альбом «Дорога на восток» (1998)                                                                   |
| Московский озорной гуляка                |                                        | Маваши, Миша                                                                                          | s:Я обманывать себя не стану (Есенин)                     | Альбом «Питбуль» (2017)                                                                            |
| Мошенник и вор                           | Карташёв И.                            | Карташёв, Игорь                                                                                       | s:Всё живое особой метой (Есенин)                         | |
| Мы теперь уходим                         |                                        | Джигурда, Никита Борисович                                                                            | s:Мы теперь уходим понемногу (Есенин)                     | |
| Мы теперь уходим                         | Новохижин М.                           | Новохижин, Михаил Михайлович                                                                          | s:Мы теперь уходим понемногу (Есенин)                     | |
| Мы теперь уходим понемногу               | Круль С.                               | Круль, Сергей                                                                                         | s:Мы теперь уходим понемногу (Есенин)                     | |
| Мы теперь уходим понемногу               | Михайлов С.                            | Михайлов, Станислав Владимирович                                                                      | s:Мы теперь уходим понемногу (Есенин)                     | Альбом «Посвящение» (2002)                                                                         |
| Мы теперь уходим понемногу               |                                        | Тукиш, Анатолий                                                                                       | s:Мы теперь уходим понемногу (Есенин)                     | |
| Мы теперь уходим понемногу               |                                        | Чумаченко, Евгений                                                                                    | s:Мы теперь уходим понемногу (Есенин)                     | |
| Над окошком месяц                        | Попов Е.                               | Государственный Рязанский русский народный хор им. Е. Попова                                          | s:Над окошком месяц. Под окошком ветер (Есенин)           | |
| Над окошком месяц                        |                                        | Зыков, Сергей Викторович (певец)                                                                      | s:Над окошком месяц. Под окошком ветер (Есенин)           | |
| Над окошком месяц                        | Френкель Я.                            | Ивашов, Владимир Сергеевич                                                                            | s:Над окошком месяц. Под окошком ветер (Есенин)           | Написана для художественного фильма «Корона Российской империи, или Снова неуловимые»              |
| Над окошком месяц                        |                                        | Кравчик, Кшиштоф                                                                                      | s:Над окошком месяц. Под окошком ветер (Есенин)           | |
| Над окошком месяц                        | Акименко А.                            | Орэра (ВИА)                                                                                           | s:Над окошком месяц. Под окошком ветер (Есенин)           | |
| Над окошком месяц                        |                                        | Подболотов, Александр Иванович                                                                        | s:Над окошком месяц. Под окошком ветер (Есенин)           | |
| Над окошком месяц                        |                                        | Радуница (ансамбль)                                                                                   | s:Над окошком месяц. Под окошком ветер (Есенин)           | |
| Над окошком месяц                        | Попов Е.                               | Реликт (трио)                                                                                         | s:Над окошком месяц. Под окошком ветер (Есенин)           | |
| Над окошком месяц                        | Пономаренко Г.                         | Трошин, Владимир Константинович                                                                       | s:Над окошком месяц. Под окошком ветер (Есенин)           | |
| Над окошком месяц                        | Майборода П.                           | | s:Над окошком месяц. Под окошком ветер (Есенин)           | |
| Наша вера не погасла                     |                                        | Тукиш, Анатолий                                                                                       | s:Наша вера не погасла (Есенин)                           | |
| Не бродить                               | Безруков С.                            | Безруков, Сергей Витальевич                                                                           | s:Не бродить, не мять в кустах багряных (Есенин)          | |
| Не бродить, не мять                      | Джигурда Н.                            | Джигурда, Никита Борисович                                                                            | s:Не бродить, не мять в кустах багряных (Есенин)          | |
| Не бродить, не мять                      | Ковалёва М.                            | Покровский, Алексей Николаевич                                                                        | s:Не бродить, не мять в кустах багряных (Есенин)          | |
| Не бродить, не мять в кустах багряных    | Пономаренко Г.                         | Кобзон, Иосиф Давыдович                                                                               | s:Не бродить, не мять в кустах багряных (Есенин)          | |
| Не бродить, не мять кустов               |                                        | Чумаченко, Евгений                                                                                    | s:Не бродить, не мять в кустах багряных (Есенин)          | |
| Не вернуть мне ту ночку прохладную       |                                        | Северный, Аркадий                                                                                     | s:Что прошло — не вернуть (Есенин)                        | |
| Не жалею                                 |                                        | Кравчик, Кшиштоф                                                                                      | s:Не жалею, не зову, не плачу (Есенин)                    | |
| Не жалею, не зову, не плачу              |                                        | Алекс-шоу                                                                                             | s:Не жалею, не зову, не плачу (Есенин)                    | |
| Не жалею, не зову, не плачу              |                                        | Золотое кольцо (ансамбль)                                                                             | s:Не жалею, не зову, не плачу (Есенин)                    | |
| Не жалею, не зову, не плачу              |                                        | Зыков, Сергей Викторович (певец)                                                                      | s:Не жалею, не зову, не плачу (Есенин)                    | |
| Не жалею, не зову, не плачу              | Пономаренко Г.                         | Кобзон, Иосиф Давыдович                                                                               | s:Не жалею, не зову, не плачу (Есенин)                    | |
| Не жалею, не зову, не плачу              |                                        | Малышев, Валерий                                                                                      | s:Не жалею, не зову, не плачу (Есенин)                    | |
| Не жалею, не зову, не плачу              | Пономаренко Г.                         | Орэра (ВИА)                                                                                           | s:Не жалею, не зову, не плачу (Есенин)                    | |
| Не жалею, не зову, не плачу              | Пономаренко Г.                         | Пантелеева, Нина Васильевна                                                                           | s:Не жалею, не зову, не плачу (Есенин)                    | |
| Не жалею, не зову, не плачу              |                                        | Подболотов, Александр Иванович                                                                        | s:Не жалею, не зову, не плачу (Есенин)                    | |
| Не жалею, не зову, не плачу              | Пономаренко Г.                         | Реликт (трио)                                                                                         | s:Не жалею, не зову, не плачу (Есенин)                    | |
| Не жалею, не зову, не плачу              | Пономаренко Г.                         | Северный, Аркадий                                                                                     | s:Не жалею, не зову, не плачу (Есенин)                    | |
| Не жалею, не зову, не плачу              | Пономаренко Г.                         | Трошин, Владимир Константинович                                                                       | s:Не жалею, не зову, не плачу (Есенин)                    | |
| Не жалею, не зову, не плачу              | неизвестный автор                      | Цыганова Вика                                                                                         | s:Не жалею, не зову, не плачу (Есенин)                    | |
| Не жалею, не зову, не плачу              |                                        | Чумаченко, Евгений                                                                                    | s:Не жалею, не зову, не плачу (Есенин)                    | |
| Не криви улыбку                          |                                        | Кравчик, Кшиштоф                                                                                      | s:Не криви улыбку, руки теребя (Есенин)                   | |
| Несказанное, синее, нежное               | Власов В.                              | Власов, Валерий                                                                                       | s:Несказанное, синее, нежное (Есенин)                     | |
| Несказанное, синее, нежное               | Пономаренко Г.                         | Трошин, Владимир Константинович                                                                       | s:Несказанное, синее, нежное (Есенин)                     | |
| Нивы сжаты, рощи голы                    | Попов Е.                               | Государственный Рязанский русский народный хор им. Е. Попова                                          | s:Нивы сжаты, рощи голы (Есенин)                          | Солист Г. Малкова                                                                                  |
| Низкий дом с голубыми ставнями           | Зацарный Ю.                            | Покровский, Алексей Николаевич                                                                        | s:Низкий дом с голубыми ставнями (Есенин)                 | |
| Никогда я не был на Босфоре              | Власов В.                              | Власов, Валерий                                                                                       | s:Никогда я не был на Босфоре (Есенин)                    | |
| Никогда я не был на Босфоре              |                                        | Джигурда, Никита Борисович                                                                            | s:Никогда я не был на Босфоре (Есенин)                    | |
| Никогда я не был на Босфоре              | Пономаренко Г.                         | Кобзон, Иосиф Давыдович                                                                               | s:Никогда я не был на Босфоре (Есенин)                    | |
| Никогда я не был на Босфоре              |                                        | Кравчик, Кшиштоф                                                                                      | s:Никогда я не был на Босфоре (Есенин)                    | |
| Никогда я не был на Босфоре              | Ковалёва М.                            | Покровский, Алексей Николаевич                                                                        | s:Никогда я не был на Босфоре (Есенин)                    | |
| Никогда я не был на Босфоре              | Пономаренко Г.                         | Реликт (трио)                                                                                         | s:Никогда я не был на Босфоре (Есенин)                    | |
| Никогда я не был на Босфоре              | Пономаренко Г.                         | Трошин, Владимир Константинович                                                                       | s:Никогда я не был на Босфоре (Есенин)                    | |
| Ну, целуй меня, целуй                    | Джигурда Н.                            | Джигурда, Никита Борисович                                                                            | s:Ну, целуй меня, целуй (Есенин)                          | |
| Ну, целуй меня, целуй                    | Наджиев И.                             | Наджиев, Игорь Мислюмович                                                                             | s:Ну, целуй меня, целуй (Есенин)                          | |
| Ну, целуй меня, целуй                    | Кузнецов Е.                            | Рощин, Борис                                                                                          | s:Ну, целуй меня, целуй (Есенин)                          | |
| Ну, целуй меня, целуй                    |                                        | Северный, Аркадий                                                                                     | s:Ну, целуй меня, целуй (Есенин)                          | |
| Ну, целуй меня, целуй                    |                                        | Тукиш, Анатолий                                                                                       | s:Ну, целуй меня, целуй (Есенин)                          | |
| Ну, целуй меня, целуй                    |                                        | Чумаченко, Евгений                                                                                    | s:Ну, целуй меня, целуй (Есенин)                          | |
| О, верю, верю, счастье есть              | Карелин А.                             | Хабарова, Клавдия                                                                                     | s:О верю, верю, счастье есть! (Есенин)                    | |
| О, пашни, пашни                          | Новохижин М.                           | Новохижин, Михаил Михайлович                                                                          | s:О пашни, пашни, пашни (Есенин)                          | |
| Осень                                    | Гаврилин В.                            | Реликт (трио)                                                                                         | s:Нивы сжаты, рощи голы (Есенин)                          | |
| Ответ матери                             |                                        | Тукиш, Анатолий                                                                                       | s:Ответ (Есенин)                                          | |
| Отговорила роща золотая                  | Пономаренко Г.                         | Кобзон, Иосиф Давыдович                                                                               | s:Отговорила роща золотая (Есенин)                        | |
| Отговорила роща золотая                  | Пономаренко Г.                         | Караченцов, Николай Петрович Бабкина, Надежда Георгиевна Шацкая, Нина Аркадьевна Ногу свело! (группа) | s:Отговорила роща золотая (Есенин)                        | |
| Отговорила роща золотая                  |                                        | Подболотов, Александр Иванович                                                                        | s:Отговорила роща золотая (Есенин)                        | |
| Отговорила роща золотая                  | Пономаренко Г.                         | Новохижин, Михаил Михайлович                                                                          | s:Отговорила роща золотая (Есенин)                        | |
| Отговорила роща золотая                  | Пономаренко Г.                         | Орэра (ВИА)                                                                                           | s:Отговорила роща золотая (Есенин)                        | |
| Отговорила роща золотая                  | Пономаренко Г.                         | Радуница (ансамбль)                                                                                   | s:Отговорила роща золотая (Есенин)                        | |
| Отговорила роща золотая                  | Пономаренко Г.                         | Реликт (трио)                                                                                         | s:Отговорила роща золотая (Есенин)                        | |
| Отговорила роща золотая                  | Пономаренко Г.                         | Северный, Аркадий                                                                                     | s:Отговорила роща золотая (Есенин)                        | |
| Отговорила роща золотая                  |                                        | Сличенко, Николай Алексеевич                                                                          | s:Отговорила роща золотая (Есенин)                        | |
| Отговорила роща золотая                  | Пономаренко Г.                         | Трошин, Владимир Константинович                                                                       | s:Отговорила роща золотая (Есенин)                        | |
| Отговорила роща золотая                  |                                        | Чумаченко, Евгений                                                                                    | s:Отговорила роща золотая (Есенин)                        | |
| Отоснилась                               |                                        | Во Сне (группа)                                                                                       | s:Не бродить, не мять в кустах багряных (Есенин)          | |
| Отчего луна так светит грустно           |                                        | Чумаченко, Евгений                                                                                    | s:Отчего луна так светит тускло (Есенин)                  | |
| Отчий дом                                | Карташёв И.                            | Карташёв, Игорь                                                                                       | s:Где ты, где ты, отчий дом? (Есенин)                     | |
| Папиросники                              | Новиков А.                             | Новиков, Александр Васильевич (певец)                                                                 | s:Папиросники (Есенин)                                    | |
| Папиросники                              |                                        | Тукиш, Анатолий                                                                                       | s:Папиросники (Есенин)                                    | |
| Паровоз                                  | Карташёв И.                            | Карташёв, Игорь                                                                                       | s:Сорокоуст (Есенин)                                      | |
| Песни, песни, о чём вы кричите           |                                        | Кравчик, Кшиштоф                                                                                      | s:Песни, песни, о чём вы кричите? (Есенин)                | Исполняется на польском языке. Перевод Владислава Броневского                                      |
| Песни, песни, о чём вы кричите           | Карелин А.                             | Хабарова, Клавдия                                                                                     | s:Песни, песни, о чём вы кричите? (Есенин)                | |
| Песни, песни, о чём вы кричите           | Новохижин М.                           | Новохижин, Михаил Михайлович                                                                          | s:Песни, песни, о чём вы кричите? (Есенин)                | |
| Песнь о собаке                           | Лоткин Б.                              | Резникова, Анна                                                                                       | s:Песнь о собаке (Есенин)                                 | Альбом «Навсегда» (2001)                                                                           |
| Песня гусляра                            | Коренблит С.                           | Коренблит, Станислав                                                                                  | s:Тёмна ноченька, не спится (Есенин)                      | |
| Песня под тальянку                       | Свиридов Г.                            | Реликт (трио)                                                                                         | s:Сыпь, тальянка, звонко, сыпь, тальянка, смело! (Есенин) | |
| Письмо к женщине                         | Родионов М.                            | The Retuses (группа)                                                                                  | s:Письмо к женщине (Есенин)                               | |
| Письмо к женщине                         |                                        | Крылов, Игорь                                                                                         | s:Письмо к женщине (Есенин)                               | |
| Письмо к женщине                         | Новиков А.                             | Новиков, Александр Васильевич (певец)                                                                 | s:Письмо к женщине (Есенин)                               | |
| Письмо к женщине                         | Пономаренко Г.                         | Трошин, Владимир Константинович                                                                       | s:Письмо к женщине (Есенин)                               | |
| Письмо к матери                          |                                        | Кравчик, Кшиштоф                                                                                      | s:Письмо матери (Есенин)                                  | |
| Письмо к матери                          | Липатов В.                             | Малинин, Александр Николаевич                                                                         | s:Письмо матери (Есенин)                                  | |
| Письмо матери                            | Липатов В.                             | Воскресенская, А.                                                                                     | s:Письмо матери (Есенин)                                  | |
| Письмо матери                            | Липатов В.                             | Гнатюк, Дмитрий Михайлович                                                                            | s:Письмо матери (Есенин)                                  | |
| Письмо матери                            |                                        | Зыков, Сергей Викторович (певец)                                                                      | s:Письмо матери (Есенин)                                  | |
| Письмо матери                            |                                        | Кемеровский, Евгений Иванович                                                                         | s:Письмо матери (Есенин)                                  | |
| Письмо матери                            | Лаос Ю.                                | Отс, Георг                                                                                            | s:Письмо матери (Есенин)                                  | |
| Письмо матери                            |                                        | Подболотов, Александр Иванович                                                                        | s:Письмо матери (Есенин)                                  | |
| Письмо матери                            | Липатов В.                             | Реликт (трио)                                                                                         | s:Письмо матери (Есенин)                                  | |
| Письмо матери                            | Липатов В.                             | Скобцов, Иван Михайлович                                                                              | s:Письмо матери (Есенин)                                  | |
| Письмо матери                            |                                        | Сличенко, Николай Алексеевич                                                                          | s:Письмо матери (Есенин)                                  | |
| Письмо матери                            |                                        | Шлевинг, Коля                                                                                         | s:Письмо матери (Есенин)                                  | |
| Письмо матери                            | Липатов В.                             | Штоколов, Борис Тимофеевич                                                                            | s:Письмо матери (Есенин)                                  | |
| Письмо матери                            | Липатов В.                             | Шульженко, Клавдия Ивановна                                                                           | s:Письмо матери (Есенин)                                  | |
| Плачут глухари                           | Пономаренко Г.                         | Северный, Аркадий                                                                                     | s:Выткался на озере алый свет зари (Есенин)               | |
| Плясунья                                 |                                        | Радуница (ансамбль)                                                                                   | s:Плясунья (Есенин)                                       | |
| Погасло солнце                           | Фролова Е.                             | Фролова, Елена Борисовна                                                                              | s:Табун (Есенин)                                          | Альбомы «Летел голубь» (1999), «Geistliche Gesange» (2002), «Дороженька» (2003) и «Zerkalo» (2003) |
| Под венком лесной ромашки                | Покровский А.                          | Покровский, Алексей Николаевич                                                                        | s:Под венком лесной ромашки (Есенин)                      | |
| Под окошком месяц                        |                                        | Чумаченко, Евгений                                                                                    | s:Над окошком месяц. Под окошком ветер (Есенин)           | |
| Поёт зима — аукает                       | Карелин А.                             | Хабарова, Клавдия                                                                                     | s:Поёт зима — аукает (Есенин)                             | |
| Пой же, пой                              | Новиков А.                             | Новиков, Александр Васильевич (певец)                                                                 | s:Пой же, пой. На проклятой гитаре (Есенин)               | |
| Пой же, пой. На проклятой гитаре         | Горшенев А.                            | Кукрыниксы (группа)                                                                                   | s:Пой же, пой. На проклятой гитаре (Есенин)               | Альбом «Фаворит Солнца» (2004)                                                                     |
| Пой же, пой. На проклятой гитаре         |                                        | Северный, Аркадий                                                                                     | s:Пой же, пой. На проклятой гитаре (Есенин)               | |
| Пой же, пой. На проклятой гитаре         |                                        | Тукиш, Анатолий                                                                                       | s:Пой же, пой. На проклятой гитаре (Есенин)               | |
| Покраснела рябина                        |                                        | Михайлов, Станислав Владимирович                                                                      | s:Покраснела рябина (Есенин)                              | Альбом «Посвящение» (2002)                                                                         |
| Последнее письмо                         | Вертинский А.                          | Вертинский, Александр Николаевич                                                                      | s:До свиданья, друг мой, до свиданья (Есенин)             | |
| Прощай, Баку                             | Магомаев М.                            | Магомаев, Муслим Магометович                                                                          | s:Прощай, Баку! Тебя я не увижу (Есенин)                  | |
| Прощай, Баку!                            | Трушин, Александр                      | Свиридов, Алексей                                                                                     | s:Прощай, Баку! Тебя я не увижу (Есенин)                  | Пасадобль                                                                                          |
| Прощание с Айседорой                     |                                        | Любавин, Сергей Петрович                                                                              | s:Батум (Есенин)                                          | Текст песни — попурри на стихи Есенина                                                             |
| Пускай ты выпита другим                  | Власов В.                              | Власов, Валерий                                                                                       | s:Пускай ты выпита другим (Есенин)                        | |
| Пускай ты выпита другим                  | Пономаренко Г.                         | Кобзон, Иосиф Давыдович                                                                               | s:Пускай ты выпита другим (Есенин)                        | |
| Пускай ты выпита другим                  | Новиков А.                             | Новиков, Александр Васильевич (певец)                                                                 | s:Пускай ты выпита другим (Есенин)                        | |
| Пускай ты выпита другим                  |                                        | Северный, Аркадий                                                                                     | s:Пускай ты выпита другим (Есенин)                        | |
| Пускай ты выпита другим                  | Пономаренко Г.                         | Трошин, Владимир Константинович                                                                       | s:Пускай ты выпита другим (Есенин)                        | |
| Рекрута                                  | Свиридов Г.                            | Реликт (трио)                                                                                         | s:По селу тропинкой кривенькой (Есенин)                   | |
| Руки милой                               |                                        | Верный, Алексей                                                                                       | s:Руки милой — пара лебедей (Есенин)                      | |
| Руки милой                               | Карташёв И.                            | Карташёв, Игорь                                                                                       | s:Руки милой - пара лебедей (Есенин)                      | |
| Руки милой — пара лебедей                | Бондарь А.                             | Бондарь, Александр                                                                                    | s:Руки милой — пара лебедей (Есенин)                      | |
| Руки милой — пара лебедей                | Джигурда Н.                            | Джигурда, Никита Борисович                                                                            | s:Руки милой — пара лебедей (Есенин)                      | |
| Русь                                     | Тушиев А.                              | Изместьев, Эдуард Анатольевич                                                                         | s:Устал я жить в родном краю (Есенин)                     | |
| Русь кабацкая                            |                                        | Подболотов, Александр Иванович                                                                        | s:Снова пьют здесь, дерутся и плачут (Есенин)             | |
| С добрым утром                           | Буевский, Борис                        | | s:С добрым утром! (Есенин)                                | |
| Сани, сани                               |                                        | Васильев Н.                                                                                           | s:Слышишь — мчатся сани, слышишь — сани мчатся (Есенин)   | |
| Сани, сани                               | Карелин А.                             | Хабарова, Клавдия                                                                                     | s:Синий день. День такой синий (Есенин)                   | |
| Синий туман. Снеговое раздолье           |                                        | Тукиш, Анатолий                                                                                       | s:Синий туман. Снеговое раздолье (Есенин)                 | |
| Слушай, поганое сердце                   | Скородед В.                            | Монгол Шуудан (группа)                                                                                | s:Слушай, поганое сердце (Есенин)                         | Альбом «Естественный отбор» (2011)                                                                 |
| Слышишь, мчатся сани                     |                                        | Кравчик, Кшиштоф                                                                                      | s:Слышишь — мчатся сани, слышишь — сани мчатся (Есенин)   | |
| Слышишь, мчатся сани                     | Новохижин М.                           | Новохижин, Михаил Михайлович                                                                          | s:Слышишь — мчатся сани, слышишь — сани мчатся (Есенин)   | |
| Слышишь, мчатся сани                     | Пономаренко Г.                         | Зыкина, Людмила Георгиевна                                                                            | s:Слышишь — мчатся сани, слышишь — сани мчатся (Есенин)   | |
| Слышишь, мчатся сани                     | музыка народная                        | Суржиков, Иван Николаевич                                                                             | s:Слышишь — мчатся сани, слышишь — сани мчатся (Есенин)   | |
| Снова пьют здесь                         | Джигурда Н.                            | Джигурда, Никита Борисович                                                                            | s:Снова пьют здесь, дерутся и плачут (Есенин)             | |
| Снова пьют здесь, дерутся и плачут       | Новиков А.                             | Новиков, Александр Васильевич (певец)                                                                 | s:Снова пьют здесь, дерутся и плачут (Есенин)             | |
| Снова пьют здесь, дерутся и плачут...    | Скородед В.                            | Монгол Шуудан (группа)                                                                                | s:Снова пьют здесь, дерутся и плачут (Есенин)             | Альбом «Чересчур. Реконструкция» (2022)                                                            |
| Собаке Качалова                          | Джигурда Н.                            | Джигурда, Никита Борисович                                                                            | s:Собаке Качалова (Есенин)                                | |
| Собаке Качалова                          | Пономаренко Г.                         | Трошин, Владимир Константинович                                                                       | s:Собаке Качалова (Есенин)                                | |
| Спит ковыль                              | Попов Е.                               | Государственный Рязанский русский народный хор им. Е. Попова                                          | s:Спит ковыль. Равнина дорогая (Есенин)                   | |
| Спит ковыль                              | Зацарный Ю.                            | Реликт (трио)                                                                                         | s:Спит ковыль. Равнина дорогая (Есенин)                   | |
| Спит ковыль                              | Кузнецов Е.                            | Рощин, Борис                                                                                          | s:Спит ковыль. Равнина дорогая (Есенин)                   | |
| Сука                                     | Карташёв И.                            | Карташёв, Игорь                                                                                       | s:Сыпь, гармоника! Скука, скука (Есенин)                  | |
| Сыплет черёмуха снегом                   |                                        | Верный, Алексей                                                                                       | s:Сыплет черёмуха снегом (Есенин)                         | |
| Сыплет черёмуха снегом                   | Бабич В.                               | Пикалов, Павел                                                                                        | s:Сыплет черёмуха снегом (Есенин)                         | |
| Сыплет черёмуха снегом                   |                                        | Северный, Аркадий                                                                                     | s:Сыплет черёмуха снегом (Есенин)                         | |
| Сыпь, гармоника                          | Безруков С.                            | Безруков, Сергей Витальевич                                                                           | s:Сыпь, гармоника! Скука… Скука (Есенин)                  | |
| Сыпь, гармоника, скука… скука…           | Новиков А.                             | Новиков, Александр Васильевич (певец)                                                                 | s:Сыпь, гармоника! Скука… Скука (Есенин)                  | |
| Сыпь, гармоника, скука… скука…           | музыка народная                        | Северный, Аркадий                                                                                     | s:Сыпь, гармоника! Скука… Скука (Есенин)                  | |
| Сыпь, тальянка                           | Пономаренко Г.                         | Великанова, Гелена Марцелиевна                                                                        | s:Сыпь, тальянка, звонко, сыпь, тальянка, смело! (Есенин) | |
| Сыпь, тальянка                           | музыка народная                        | Изместьев, Эдуард Анатольевич                                                                         | s:Сыпь, тальянка, звонко, сыпь, тальянка, смело! (Есенин) | Альбом «Не любить невозможно» (2009)                                                               |
| Сыпь, тальянка                           | Пономаренко Г.                         | Кобзон, Иосиф Давыдович                                                                               | s:Сыпь, тальянка, звонко, сыпь, тальянка, смело! (Есенин) | |
| Сыпь, тальянка                           | Темнов В.                              | Пикалов, Павел                                                                                        | s:Сыпь, тальянка, звонко, сыпь, тальянка, смело! (Есенин) | |
| Сыпь, тальянка                           | Пономаренко Г.                         | Трошин, Владимир Константинович                                                                       | s:Сыпь, тальянка, звонко, сыпь, тальянка, смело! (Есенин) | |
| Тальянка                                 | Зубковский С.                          | Лемешкин, Александр                                                                                   | s:Заиграй, сыграй, тальяночка, малиновы меха (Есенин)     | |
| Там, где вечно дремлет тайна             | Зацарный Ю.                            | Покровский, Алексей Николаевич                                                                        | s:Там, где вечно дремлет тайна (Есенин)                   | |
| Там, где вечно дремлет тайна             | Зацарный Ю.                            | Реликт (трио)                                                                                         | s:Там, где вечно дремлет тайна (Есенин)                   | |
| Танюша                                   | Мелехов Ю.                             | Ариэль (ВИА)                                                                                          | s:Хороша была Танюша, краше не было в селе (Есенин)       | Исполняет Валерий Ярушин                                                                           |
| Тёмна ноченька                           | Голованов Н.                           | Максакова, Мария Петровна                                                                             | s:Тёмна ноченька, не спится (Есенин)                      | |
| Тёмна ноченька                           | Кос-Анатольский А.                     | | s:Тёмна ноченька, не спится (Есенин)                      | |
| Тихо струится река серебристая           |                                        | Зыков, Сергей Викторович (певец)                                                                      | s:Весенний вечер (Есенин)                                 | |
| Тихо струится река серебристая           | Зацарный Ю.                            | Покровский, Алексей Николаевич                                                                        | s:Весенний вечер (Есенин)                                 | |
| Тихо струится река серебристая           | Зацарный Ю.                            | Радуница (ансамбль)                                                                                   | s:Весенний вечер (Есенин)                                 | |
| Тихо струится река серебристая           | Зацарный Ю.                            | Реликт (трио)                                                                                         | s:Весенний вечер (Есенин)                                 | |
| Троицыно утро                            | Фролова Е.                             | Фролова, Елена Борисовна                                                                              | s:Троицыно утро, утренний канон (Есенин)                  | Альбом «Лада» (2009)                                                                               |
| Туча кружево в роще связала              | Новохижин М.                           | Новохижин, Михаил Михайлович                                                                          | s:Туча кружево в роще связала (Есенин)                    | |
| Туча кружево в роще связала              | Покровский А.                          | Покровский, Алексей Николаевич                                                                        | s:Туча кружево в роще связала (Есенин)                    | |
| Ты жива ещё, моя старушка                | Власов В.                              | Власов, Валерий                                                                                       | s:Письмо матери (Есенин)                                  | |
| Ты жива ещё, моя старушка                |                                        | Чумаченко, Евгений                                                                                    | s:Письмо матери (Есенин)                                  | |
| Ты запой эту песню                       | Бойко Р.                               | Академический хор русской песни Центрального телевидения и Всесоюзного радио                          | s:Ты запой мне ту песню, что прежде (Есенин)              | |
| Ты запой эту песню                       | Петрич Л.                              | Великанова, Гелена Марцелиевна                                                                        | s:Ты запой мне ту песню, что прежде (Есенин)              | |
| Ты меня не любишь                        | Рубашкин Б.                            | Рубашкин, Борис                                                                                       | s:Ты меня не любишь, не жалеешь (Есенин)                  | |
| Ты меня не любишь, не жалеешь            | неизвестный автор                      | Витер, Валерий                                                                                        | s:Ты меня не любишь, не жалеешь (Есенин)                  | |
| Ты меня не любишь, не жалеешь            | неизвестный автор                      | Мочалов, Алексей Александрович                                                                        | s:Ты меня не любишь, не жалеешь (Есенин)                  | |
| Ты меня не любишь, не жалеешь            | неизвестный автор                      | Шагов, Хусен                                                                                          | s:Ты меня не любишь, не жалеешь (Есенин)                  | |
| Ты меня не любишь, не жалеешь            | Лепин А.                               | Захаров, Сергей Георгиевич                                                                            | s:Ты меня не любишь, не жалеешь (Есенин)                  | |
| Ты меня не любишь, не жалеешь            | Лепин А.                               | Зыков, Сергей Викторович (певец)                                                                      | s:Ты меня не любишь, не жалеешь (Есенин)                  | |
| Ты меня не любишь, не жалеешь            | Эрикона Ю.                             | Михайлов Александр                                                                                    | s:Ты меня не любишь, не жалеешь (Есенин)                  | |
| Ты меня не любишь, не жалеешь            | Новиков А.                             | Новиков, Александр Васильевич (певец)                                                                 | s:Ты меня не любишь, не жалеешь (Есенин)                  | |
| Ты меня не любишь, не жалеешь            | неизвестный автор                      | Северный, Аркадий                                                                                     | s:Ты меня не любишь, не жалеешь (Есенин)                  | |
| Ты меня не любишь, не жалеешь            |                                        | Филоненко, Юрий                                                                                       | s:Ты меня не любишь, не жалеешь (Есенин)                  | |
| Ты меня не любишь, не жалеешь            |                                        | Чумаченко, Евгений                                                                                    | s:Ты меня не любишь, не жалеешь (Есенин)                  | |
| Ты не любишь меня, милый голубь          | Куклин В.                              | Малинин, Александр Николаевич                                                                         | s:Русалка под Новый год (Есенин)                          | |
| Ты поила коня                            | Агафонов В.                            | Агафонов, Валерий Борисович                                                                           | s:Подражанье песне (Есенин)                               | |
| Ты поила коня                            | Джигурда Н.                            | Джигурда, Никита Борисович                                                                            | s:Подражанье песне (Есенин)                               | |
| Ты поила коня                            | Юровский В.                            | Козловский, Иван Семёнович                                                                            | s:Подражанье песне (Есенин)                               | |
| Ты поила коня                            | Новохижин М.                           | Новохижин, Михаил Михайлович                                                                          | s:Подражанье песне (Есенин)                               | |
| Ты поила коня                            | Верейский И.                           | Подболотов, Александр Иванович                                                                        | s:Подражанье песне (Есенин)                               | |
| Ты поила коня                            | Верейский И.                           | Разумихина, Инна Викторовна                                                                           | s:Подражанье песне (Есенин)                               | |
| Ты поила коня                            | Верейский И.                           | Реликт (трио)                                                                                         | s:Подражанье песне (Есенин)                               | |
| Ты поила коня                            |                                        | Чумаченко, Евгений                                                                                    | s:Подражанье песне (Есенин)                               | |
| Ты прохладой меня не мучай               | Новиков А.                             | Новиков, Александр Васильевич (певец)                                                                 | s:Ты прохладой меня не мучай (Есенин)                     | |
| Ты прохладой меня не мучай               | Кузнецов Е.                            | Рощин, Борис                                                                                          | s:Ты прохладой меня не мучай (Есенин)                     | |
| Ты сказала, что Саади                    | Кузнецов Е.                            | Рощин, Борис                                                                                          | s:Ты сказала, что Саади (Есенин)                          | |
| Ты сказала, что Саади...                 | Фролова Е. (аранжировка: Алёшина Т.)   | Фролова, Елена Борисовна                                                                              | s:Ты сказала, что Саади (Есенин)                          | Альбомы «Проплывают облака» (1997) и «Птичье танго» (2010)                                         |
| Удалец                                   | Трушин Александр                       | Криница (ансамбль)                                                                                    | s:Удалец (Есенин)                                         | |
| Улеглась моя былая рана                  | Джигурда Н.                            | Джигурда, Никита Борисович                                                                            | s:Улеглась моя былая рана (Есенин)                        | |
| Чайхана                                  | Карташёв И.                            | Карташёв, Игорь                                                                                       | s:Улеглась моя былая рана (Есенин)                        | |
| Улеглась моя былая рана                  | Кузнецов Е.                            | Рощин, Борис                                                                                          | s:Улеглась моя былая рана (Есенин)                        | |
| Улеглась моя былая рана                  |                                        | Северный, Аркадий                                                                                     | s:Улеглась моя былая рана (Есенин)                        | |
| Улеглась моя былая рана (Пара лебедей)   |                                        | Любавин, Сергей Петрович                                                                              | s:Улеглась моя былая рана (Есенин)                        | |
| Устал я жить в родном краю               |                                        | Северный, Аркадий                                                                                     | s:Устал я жить в родном краю (Есенин)                     | |
| Устал я жить в родном краю               |                                        | Тукиш, Анатолий                                                                                       | s:Устал я жить в родном краю (Есенин)                     | |
| Устал я жить в родном краю               |                                        | Чумаченко, Евгений                                                                                    | s:Устал я жить в родном краю (Есенин)                     | |
| Уходим                                   | Варшавский Д.                          | Чёрный кофе (группа)                                                                                  | s:Мы теперь уходим понемногу (Есенин)                     | Альбом «Слёзы дождя» (2022)                                                                        |
| Хулиган                                  | Безруков С.                            | Безруков, Сергей Витальевич                                                                           | s:Вижу сон. Дорога чёрная (Есенин)                        | |
| Хулиган                                  |                                        | Если (группа)                                                                                         | s:Хулиган (Есенин)                                        | |
| Хулиган                                  | Изместьев Э. (Бандера Андрей)          | Изместьев, Эдуард Анатольевич                                                                         | s:Заметался пожар голубой (Есенин)                        | |
| Цветы мне говорят                        | Подболотов А.                          | Подболотов, Александр Иванович Соломин, Виталий Мефодьевич                                            | s:Цветы мне говорят — прощай (Есенин)                     | |
| Цветы мне говорят                        |                                        | Тукиш, Анатолий                                                                                       | s:Цветы мне говорят — прощай (Есенин)                     | |
| Цветы мне говорят                        | Карелин А.                             | Хабарова, Клавдия                                                                                     | s:Цветы мне говорят — прощай (Есенин)                     | |
| Цветы на подоконнике                     | Новиков А.                             | Новиков, Александр Васильевич (певец)                                                                 | Форма                                                     | |
| Цветы на подоконнике                     | Таюшев С.                              | Рузавина, Татьяна Таюшев, Сергей                                                                      | Форма                                                     | |
| Цветы на подоконнике                     | музыка народная                        | Северный, Аркадий                                                                                     | Форма                                                     | |
| Цветы на подоконнике                     | Тараканов А. (аранжировка: Ермаков А.) | Юлиан (певец)                                                                                         | Форма                                                     | |
| Черёмуха                                 | Зубковский С.                          | Горшкова, Татьяна                                                                                     | s:Черёмуха (Есенин)                                       | |
| Черёмуха                                 |                                        | Подболотов, Александр Иванович                                                                        | s:Сыплет черёмуха снегом (Есенин)                         | |
| Черёмуха душистая                        | Карелин А.                             | Хабарова, Клавдия                                                                                     | s:Черёмуха (Есенин)                                       | |
| Шаганэ                                   | Родионов М.                            | The Retuses (группа)                                                                                  | s:Шаганэ ты моя, Шаганэ! (Есенин)                         | |
| Шаганэ, ты моя, Шаганэ...                | Фролова Е. (аранжировка: Алёшина Т.)   | Фролова, Елена Борисовна                                                                              | s:Шаганэ ты моя, Шаганэ! (Есенин)                         | Альбом «Птичье танго» (2010)                                                                       |
| Шаганэ, ты моя, Шаганэ                   | Джигурда Н.                            | Джигурда, Никита Борисович                                                                            | s:Шаганэ ты моя, Шаганэ! (Есенин)                         | |
| Шаганэ, ты моя, Шаганэ                   | Пономаренко Г.                         | Кобзон, Иосиф Давыдович                                                                               | s:Шаганэ ты моя, Шаганэ! (Есенин)                         | |
| Шаганэ, ты моя, Шаганэ                   | Новохижин М.                           | Новохижин, Михаил Михайлович                                                                          | s:Шаганэ ты моя, Шаганэ! (Есенин)                         | |
| Шаганэ, ты моя, Шаганэ                   | Пономаренко Г.                         | Трошин, Владимир Константинович                                                                       | s:Шаганэ ты моя, Шаганэ! (Есенин)                         | |
| Шахразада                                | Карташёв И.                            | Карташёв, Игорь                                                                                       | s:Золото холодное луны (Есенин)                           | |
| Эй, ямщик                                |                                        | Новые Амазонки (диско-шоу-группа)                                                                     | s:Годы молодые с забубенной славой (Есенин)               | |
| Эх вы, кони!                             | Карелин А.                             | Хабарова, Клавдия                                                                                     | s:Эх вы, сани! А кони, кони! (Есенин)                     | |
| Эх вы, сани                              |                                        | Верный, Алексей                                                                                       | s:Эх вы, сани! А кони, кони! (Есенин)                     | |
| Эх вы, сани                              | Пономаренко Г.                         | Воронец, Ольга Борисовна                                                                              | s:Эх вы, сани! А кони, кони! (Есенин)                     | |
| Эх вы, сани                              | Пономаренко Г.                         | Кобзон, Иосиф Давыдович                                                                               | s:Эх вы, сани! А кони, кони! (Есенин)                     | |
| Эх вы, сани                              | Пономаренко Г.                         | Трошин, Владимир Константинович                                                                       | s:Эх вы, сани! А кони, кони! (Есенин)                     | |
| Эх, вы, сани, а кони, кони               | Яровицын В.                            | Владияр                                                                                               | s:Эх вы, сани! А кони, кони! (Есенин)                     | |
| Эх, вы, сани, а кони, кони               |                                        | Джигурда, Никита Борисович                                                                            | s:Эх вы, сани! А кони, кони! (Есенин)                     | |
| Эх, любовь калинушка                     | Пономаренко Г.                         | Реликт (трио)                                                                                         | s:Песня (Есенин)                                          | |
| Я зажёг свой костёр                      | Эрикона Ю.                             | Караченцов, Николай Петрович                                                                          | s:Я зажёг свой костёр (Есенин)                            | |
| Я красивых таких не видел                | Бондарь А.                             | Бондарь, Александр                                                                                    | s:Я красивых таких не видел (Есенин)                      | |
| Я красивых таких не видел                | Покровский А.                          | Покровский, Алексей Николаевич                                                                        | s:Я красивых таких не видел (Есенин)                      | |
| Я красивых таких не видел                |                                        | Радуница (ансамбль)                                                                                   | s:Я красивых таких не видел (Есенин)                      | |
| Я красивых таких не видел                | Зацарный Ю.                            | Реликт (трио)                                                                                         | s:Я красивых таких не видел (Есенин)                      | |
| Я обманывать себя не стану               | Агафонов А. (Лесьяр)                   | Невидь (группа)                                                                                       | s:Я обманывать себя не стану (Есенин)                     | Альбом «Ярга»                                                                                      |
| Я по первому снегу                       | Юровский В.                            | Козловский, Иван Семёнович                                                                            | s:Я по первому снегу бреду (Есенин)                       | |
| Я по первому снегу бреду                 | Гельман И.                             | Гельман, Игорь                                                                                        | s:Я по первому снегу бреду (Есенин)                       | |
| Я по первому снегу бреду                 | Джигурда Н.                            | Джигурда, Никита Борисович                                                                            | s:Я по первому снегу бреду (Есенин)                       | |
| Я по первому снегу бреду                 |                                        | Зыков, Сергей Викторович (певец)                                                                      | s:Я по первому снегу бреду (Есенин)                       | |
| Я по первому снегу бреду                 | Пономаренко Г.                         | Кобзон, Иосиф Давыдович                                                                               | s:Я по первому снегу бреду (Есенин)                       | |
| Я по первому снегу бреду                 | Новохижин М.                           | Новохижин, Михаил Михайлович                                                                          | s:Я по первому снегу бреду (Есенин)                       | |
| Я по первому снегу бреду                 | Подболотов А.                          | Подболотов, Александр Иванович Соломин, Виталий Мефодьевич                                            | s:Я по первому снегу бреду (Есенин)                       | |
| Я по первому снегу бреду                 | Черницкий И.                           | Романов, Николай                                                                                      | s:Я по первому снегу бреду (Есенин)                       | |
| Я по первому снегу бреду                 |                                        | Северный, Аркадий                                                                                     | s:Я по первому снегу бреду (Есенин)                       | |
| Я по первому снегу бреду                 | Пономаренко Г.                         | Трошин, Владимир Константинович                                                                       | s:Я по первому снегу бреду (Есенин)                       | |
| Я покинул родимый дом                    | Гельман И.                             | Гельман, Игорь                                                                                        | s:Я покинул родимый дом (Есенин)                          | |
| Я покинул родимый дом                    | Пономаренко Г.                         | Кобзон, Иосиф Давыдович                                                                               | s:Я покинул родимый дом (Есенин)                          | |
| Я помню                                  | Безруков С.                            | Безруков, Сергей Витальевич                                                                           | s:Я помню, любимая, помню (Есенин)                        | |
| Я помню, любимая                         | Покровский А.                          | Покровский, Алексей Николаевич                                                                        | s:Я помню, любимая, помню (Есенин)                        | |
| Я помню, любимая                         |                                        | Чумаченко, Евгений                                                                                    | s:Я помню, любимая, помню (Есенин)                        | |
| Я помню, любимая, помню                  |                                        | Джигурда, Никита Борисович                                                                            | s:Я помню, любимая, помню (Есенин)                        | |
| Я помню, любимая, помню                  | Новиков А.                             | Новиков, Александр Васильевич (певец)                                                                 | s:Я помню, любимая, помню (Есенин)                        | |
| Я помню, любимая, помню                  | Ананьев Ю.                             | Пикалов, Павел                                                                                        | s:Я помню, любимая, помню (Есенин)                        | |
| Я снова здесь                            | Покровский А.                          | Покровский, Алексей Николаевич                                                                        | s:Я снова здесь, в семье родной (Есенин)                  | |
| Я спросил сегодня у менялы               | Новохижин М.                           | Новохижин, Михаил Михайлович                                                                          | s:Я спросил сегодня у менялы (Есенин)                     | |
| Я усталым таким ещё не был               |                                        | Тукиш, Анатолий                                                                                       | s:Я усталым таким ещё не был (Есенин)                     | |
| Я усталым таким ещё не был               |                                        | Чумаченко, Евгений                                                                                    | s:Я усталым таким ещё не был (Есенин)                     | |
| Я, московский озорной гуляка...          | Сарычев С.                             | Королёв, Виктор Иванович                                                                              | s:Я обманывать себя не стану (Есенин)                     | В соло синтезатора вставлена варьирующая мелодия песни «Цыплёнок жареный»                          |

## Посвящения Сергею Есенину
| Название                        | Музыка                         | Текст             | Исполнитель                    | Комментарий |
| ------------------------------- | ------------------------------ | ----------------- | ------------------------------ | ----------- |
| Излучина                        |                                |                   | Радуница (ансамбль)            |             |
| Не жалею, не зову, не плачу     |                                |                   | Власов Валерий                 |             |
| Откроем томик Есенина           |                                |                   | Радуница (ансамбль)            |             |
| Сергею Есенину                  | Лядова, Людмила Алексеевна     | Лазарев В.        | Богатиков, Юрий Иосифович      |             |
| Серёга Есенин                   | Власов В.                      | Морев А.          | Власов Валерий                 |             |
| Это часто бывает со мною        | Покровский, Алексей Николаевич |                   | Покровский, Алексей Николаевич |             |
| Где памятник Есенину(Рязаночка) | Ананьев, Юрий                  | Хомяков, Владимир | Услада (ансамбль)              |             |
| Альбом «O Jesenjinu»            |                                |                   | Группа «Bolero» (СФРЮ)         |             |